# Корнер, Давид
Давид Корнер (фр. David Korner, также известен как Альбер Барта (фр. Albert Barta) и А. Матье (A. Mathieu); родился 19 октября 1914 года — умер 6 сентября 1976 года) — румынский и французский троцкист, профсоюзный деятель и журналист. Активный участник французского рабочего движения в 1930—1960-е годы.

## Краткая биография
Родился в Румынии в еврейской семье. В 1932—1933 годах был членом Румынской коммунистической партии в Бухаресте. В 1933 году вместе с Георге Георгиу-Дежем, Констанином Донче и другими членами РКП, был осуждён Бухарестским судом за активное участие в забастовке железнодорожников в Гривице 1933 года, и приговорён к 18 месяцам тюрьмы.
В ноябре 1933 года он впервые отправился в Париж, где принял участие в антифашистской борьбе в Латинском квартале. Во время учёбы в Париже в 1934 году Корнер впервые присоединяется к троцкистскому движению, и после возвращения на родину в апреле 1935 года создаёт Большевистско-ленинскую группу Румынии. О деятельности этой румынской организации он информировал Льва Троцкого в двух письмах, отправленных в 1936 году.
После начала гражданской войны в Испании и июньских забастовок 1936 года во Франции, Корнер возвращается в Париж. Сперва они с Кларой Фейгенбаум (она же Клэр Фаже), затем ставшей его спутницей, и двумя другими румынскими активистами планировали присоединиться к силам испанских республиканцев, но в итоге остановились во Франции. Там он становится членом Международной рабочей партии (ПОИ), созданной революционными левыми, исключёнными из Французской секции Рабочего интернационала (СФИО).
Следуя совету Троцкого его французским сторонникам об энтризме в массовые партии рабочего класса, Корнер вступает в Социалистическую партию рабочих и крестьян (ПСОП) Марсо Пивера. Под руководством троцкистской фракции ПСОП он участвовал в редактировании газеты «La Voie de Lénine». Вместе с Иваном Крайпо, Жаном Русом и Даниэлем Гереном он создал «Комитет Четвёртого Интернационала».
Когда в начале Второй мировой войны СФИО прекратила существование, Корнер, покинувший ПСОП и ПОИ, вместе со своей партнёркой Клэр Фаже, известной как Ирен, основал бюллетень «L'Ouvrier». Они также сформировали Троцкистскую группу, которая станет известна под названием «Группа Барты» или «Группа классовой борьбы» — по названию своей газеты «Lutte de classe». Та считала практику других троцкистских организаций в отношении крупных социалистических партий мелкобуржуазной. В период нацистской оккупации группа действовала в подполье, а после войны возродилась как Союз коммунистов (троцкистский).
Группа ориентировалась на заводскую работу, а также регулярно выпускала собственные агитационные материалы, в которых выступала против колониальной политики Франции. Троцкистская группа участвовала в забастовке на «Рено» в 1947 году. Тогда группа взаимодействовала с новообразованным Демократическим профсоюзом «Рено». Фактически произошло слияние двух организаций. Однако когда профсоюз развалился в 1949 году, это отрицательно сказалось и на группе, которая смогла ненадолго возродиться только в 1950 году.
Когда в 1956 году несколько бывших членов Троцкистской группы начали издавать бюллетень «Голос рабочих» («Voix Ouvrière»), Корнер не принял в нём участие — хотя Робер Барсия и связывался с ним, чтобы восстановить революционную организацию. Впрочем, в конце 1964 года Пьер Буа, лидер «Голоса рабочих», всё ещё предлагал ему присоединиться к работе.
Отношения между Корнером и лидерами «Голоса рабочих» оставались натянутыми, так как он, в частности, считал, что группа несправедливо присвоила результаты его деятельности, а методы её работы были неверны. Затем Давид Корнер отошел от политического активизма и политики и держался подальше от наследницы «Голоса рабочих» — «Рабочей борьбы».